# Feh de Marbourg

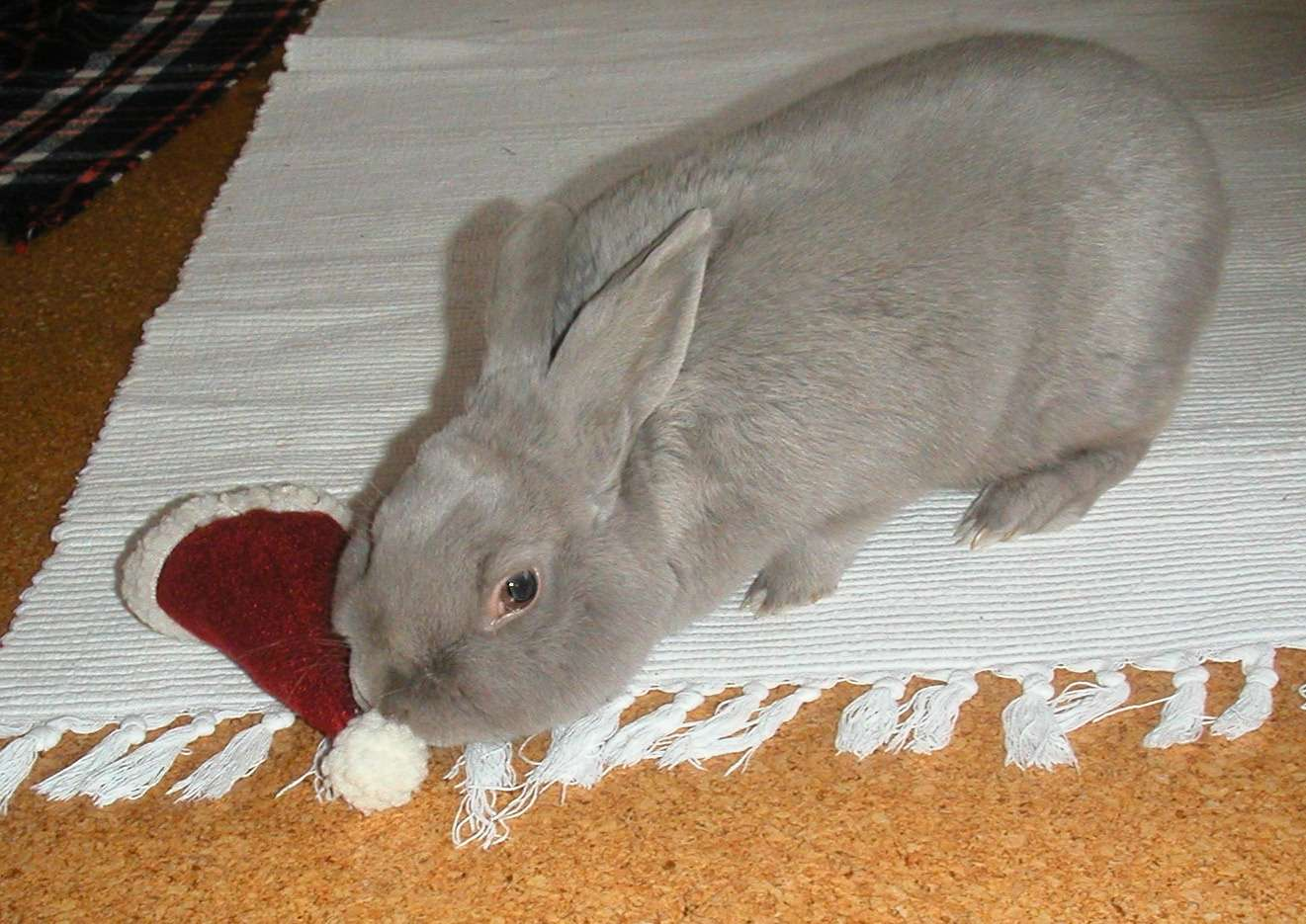
Un Feh de Marbourg.

Le Feh de Marbourg est une race de lapin apparue en 1920[réf. souhaitée] en Allemagne. Il est de couleur bleu gris clair avec un léger voile brunâtre à la tête et aux pattes.